# Devil in Her Heart
"Devil in Her Heart" é uma canção composta por Richard P. Drapkin que a gravou com o nome de Ricky Dee. Em 1962, o grupo The Donays gravou a canção. Mais tarde a líder vocal do The Donays lançou a mesma canção em sua carreira solo. A mais famosa gravação foi feita pelos Beatles e lançada em 1963 no álbum With the Beatles. O vocal principal da canção é feito por George Harrison.

## Versão dos Beatles
- George Harrison – vocal, guitarra solo
- Paul McCartney – backing vocal, baixo
- John Lennon – backing vocal, guitarra base
- Ringo Starr – bateria, maracas